# Busso V. von Alvensleben
Busso V. von Alvensleben (erwähnt 1393–1432) war Herrenmeister des Johanniterordens und Komtur zu Werben (Elbe).

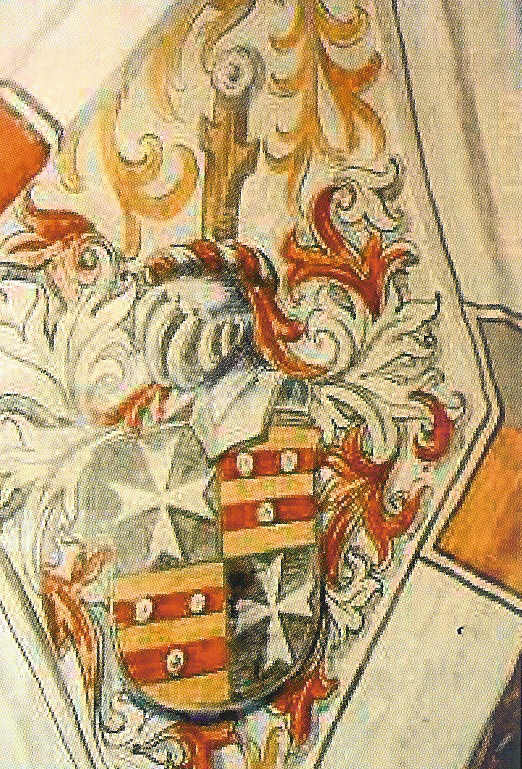
Wappen des Herrenmeisters von Alvensleben im Kreuzgewölbe der Johanniterkirche in Sonnenburg

## Leben
Busso V. von Alvensleben entstammte der niederdeutschen Adelsfamilie Alvensleben und war der dritte Sohn von Albrecht III. von Alvensleben auf Calbe/Milde (erwähnt 1351–1405). Er trat in den Johanniterorden ein und wurde zwischen 1416 und 1419 Herrenmeister der Ballei Brandenburg. Dieses Amt bekleidete er bis etwa 1424/26. Danach trat er zurück, fungierte aber weiter als Komtur zu Werben (Elbe). Als solcher wurde er 1432 zuletzt urkundlich erwähnt. Busso von Alvensleben ist vor allem durch seine wohltätigen Stiftungen hervorgetreten: 1424 stiftete er zusammen mit dem Rat von Werben das St. Gertrauden-Hospital vor dem Elbtor, 1429 schenkte er der Kommende zehn Wispel jährliche Getreidepacht aus dem Dorf Räbel bei Werben für die Armenfürsorge.
Im Kreuzgewölbe der Johanniterkirche in Sonnenburg bei Küstrin (jetzt Polen) befindet sich noch das Wappen des Herrenmeisters. Es zeigt in je zwei Feldern das Johanniterkreuz und das Alvenslebensche Wappen.